# Selaginella viticulosa
Selaginella viticulosa är en mosslummerväxtart som beskrevs av Kl.. Selaginella viticulosa ingår i släktet mosslumrar, och familjen mosslummerväxter. Inga underarter finns listade i Catalogue of Life.